# Kamień (gmina w województwie lubelskim)
Kamień (daw. gmina Turka) – gmina wiejska w województwie lubelskim, w powiecie chełmskim. W latach 1975–1998 gmina położona była w województwie chełmskim.
Siedziba gminy to Kamień.
Według danych z 30 czerwca 2004 gminę zamieszkiwały 4003 osoby.

## Ochrona przyrody
Na obszarze gminy częściowo znajduje się rezerwat przyrody Roskosz chroniący zbiorowisko torfowisk węglanowych, ostoję chronionych i rzadkich gatunków ptaków.

## Struktura powierzchni
Według danych z roku 2002 gmina Kamień ma obszar 96,9 km², w tym:
- użytki rolne: 81%
- użytki leśne: 7%

Gmina stanowi 5,44% powierzchni powiatu.

## Demografia

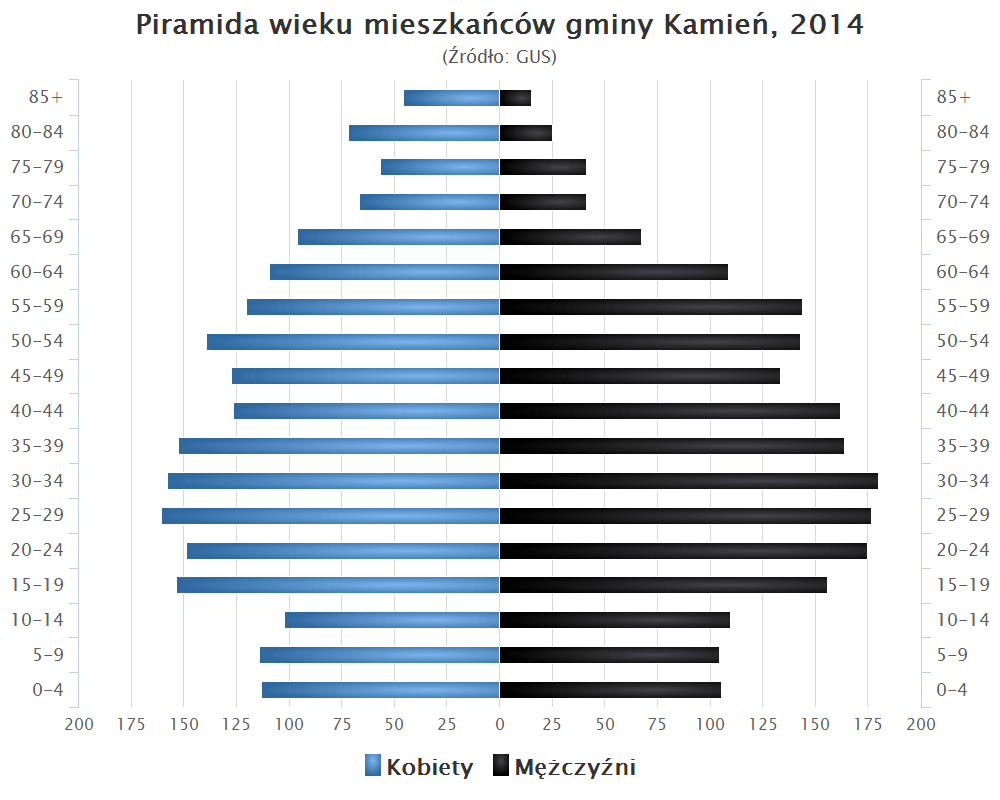
Piramida wieku mieszkańców gminy Kamień w 2014 roku

Dane z 31 grudnia 2017 roku:
| Opis                              | Ogółem | Ogółem | Kobiety | Kobiety | Mężczyźni | Mężczyźni |
| --------------------------------- | ------ | ------ | ------- | ------- | --------- | --------- |
| Jednostka                         | osób   | %      | osób    | %       | osób      | %         |
| Populacja                         | 4 152  | 100    | 2 091   | 50,4    | 2 061     | 49,6      |
| Gęstość zaludnienia [mieszk./km²] | 42     | 42     | 22      | 22      | 20        | 20        |

## Sołectwa
Andrzejów, Czerniejów, Haliczany, Ignatów, Józefin, Kamień, Kamień-Kolonia, Koczów, Mołodutyn, Natalin, Pławanice, Rudolfin, Strachosław, Wolawce.
Miejscowościami bez statusu sołectwa są: Ignatów-Kolonia, Majdan Pławanicki i Pławanice-Kolonia.

## Sąsiednie gminy
Chełm (gmina wiejska), Chełm (miasto), Dorohusk, Leśniowice, Żmudź